# Hans-Peter Reinecke (Musikwissenschaftler)

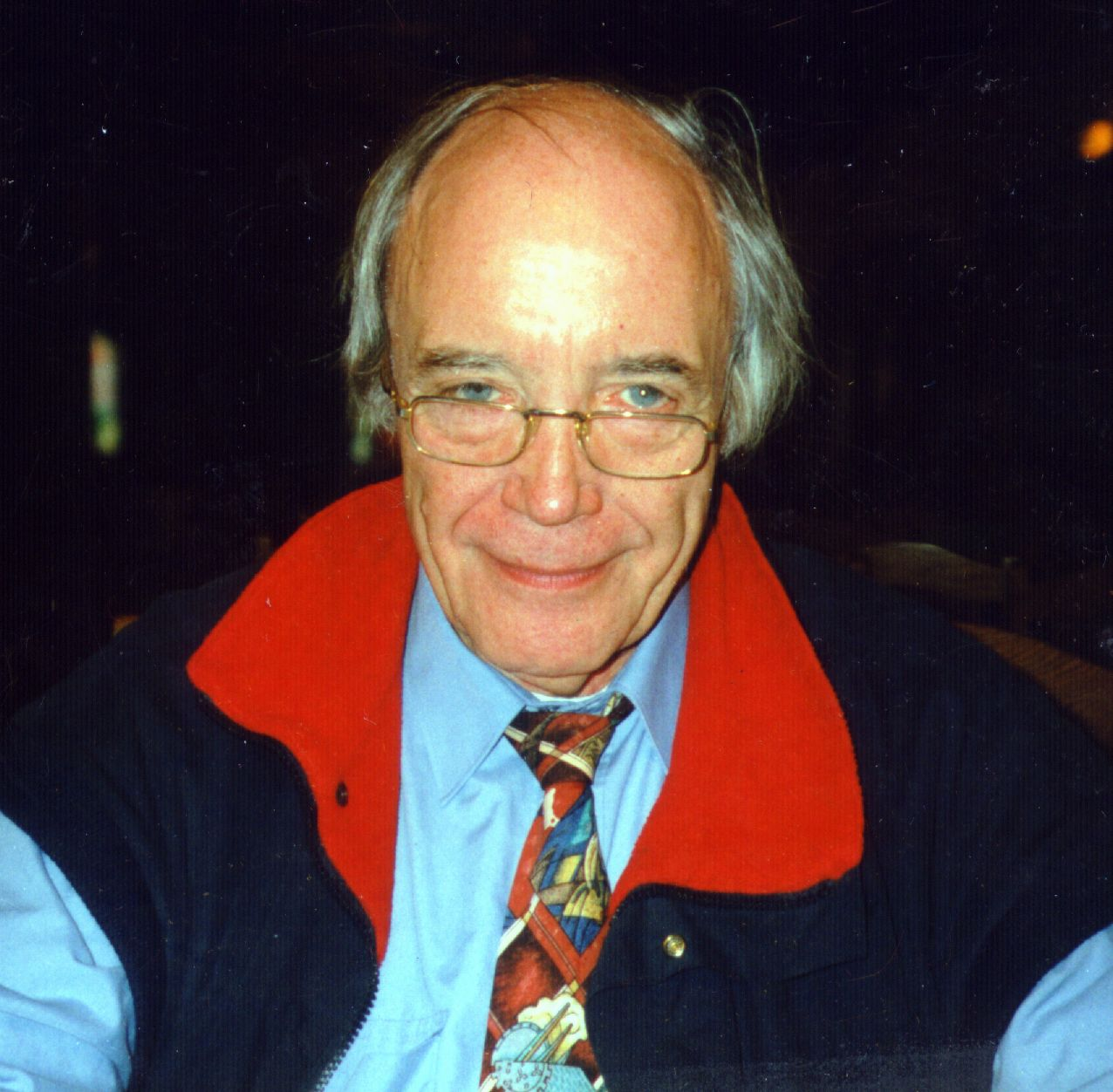
Hans-Peter Reinecke, 1996

Hans-Peter Reinecke (* 27. Juni 1926 in Ortelsburg/Ostpreußen; † 25. Juli 2003 in Berlin) war ein deutscher Musikwissenschaftler. Er wirkte unter anderem als Institutsdirektor und Hochschullehrer in Berlin und Hamburg.

## Leben
Hans-Peter Reineckes Vater war der preußische Kompaniechef und spätere General der Infanterie im Oberkommando der Wehrmacht Hermann Reinecke (1888–1973). Seine Mutter, Gertrud Reinecke, geborene Silvester (1893–1978), war Opernsängerin (Trude Schubert). Hans-Peter Reinecke war evangelisch, in zweiter Ehe ab 1984 verheiratet mit der Redakteurin Marianne Wagner-Reinecke. Sein Sohn Frank-Arndt Reinecke (aus erster Ehe mit Hannelore Herbst) ist Kontrabassist beim Symphonieorchester des Bayerischen Rundfunks in München.
Hans-Peter Reinecke besuchte von 1936 bis 1944 ein Gymnasium in Berlin und von 1945 bis 1946 eines in Holzminden. Er studierte Musikwissenschaft, Experimentalphysik und Psychologie in Göttingen (1946–1948) und Hamburg (1948–1951). Nach dem Studium war er wissenschaftlicher Mitarbeiter in der Zentraltechnik/Entwicklung/Akustik des Nordwestdeutschen Rundfunks (NWDR) in der Gruppe Raumakustik; vor allem: Berechnung von Grundlagen für die raum- und bauaktustische Ausgestaltung der NWDR-Funkhäuser Hamburg, Hannover, Köln; sein Hauptaugenmerk galt der Bearbeitung von akustisch-psychologischen Problemen. Diese spezielle Forschungsarbeit in den Labors der Zentraltechnik führte zur Abfassung einer Dissertation Über den doppelten Sinn des Lautheitsbegriffes beim musikalischen Hören. Mit dieser Arbeit wurde er 1953 in Musikwissenschaft bei Heinrich Husmann zum Dr. phil. und in Experimentalphysik bzw. Angewandte Physik bei Heinz Raether promoviert.
Bis 1955 blieb er als Assistent (Tutor) am Musikwissenschaftlichen Institut der Universität Hamburg und erhielt anschließend einen Lehrauftrag für Akustik und Systematische Musikwissenschaft an diesem Institut. Ein ebenfalls 1955 erhaltenes Forschungsstipendium für Physik der Deutschen Forschungsgemeinschaft (DFG) führte zu der Veröffentlichung Über die nichtlinearen Verzerrungen des Ohres. Sechs Jahre später – 1961 – folgte in Hamburg die Habilitation und Venia legendi für Musikwissenschaft mit der 1964 publizierten Schrift Experimentelle Beiträge zur Psychologie des musikalischen Hörens. Gutachter waren unter anderem Peter R. Hofstätter und Carl Friedrich von Weizsäcker. Anschließend war er ab 1961 Universitätsdozent (Privatdozent).

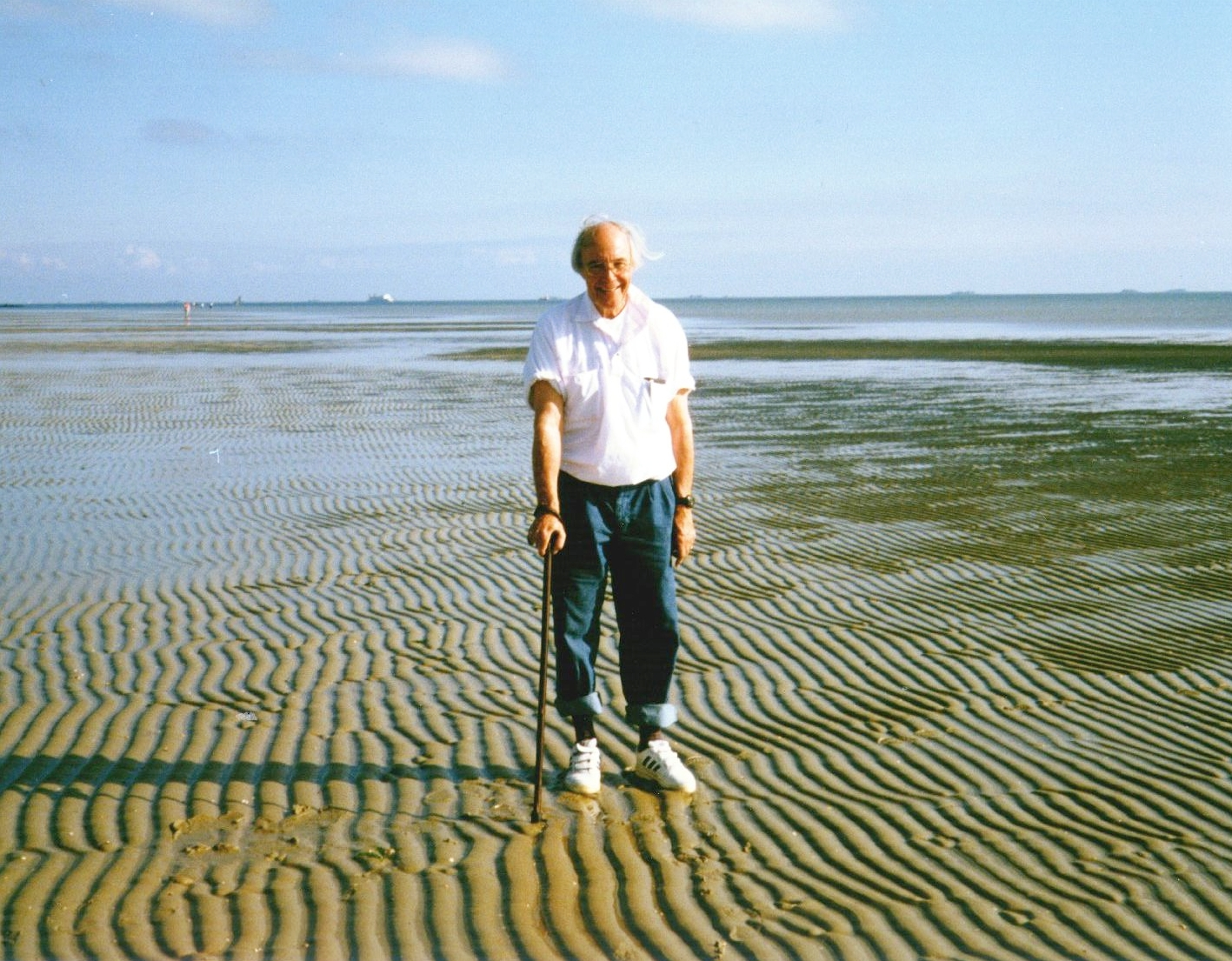
Hans-Peter Reinecke, Föhr 2000

In den Jahren bis zur Habilitation war Hans-Peter Reinecke ab 1955 als Sachverständiger für Raum- und Bauakustik tätig und beriet bei Neubauten und Renovierungen von Kirchen, Studios, Universitäts-, Krankenhaus- und Verwaltungsbauten, darunter Großbauten wie Hochhaus Deutscher Ring Hamburg, Nova-Versicherung und Hamburg Mannheimer in Hamburg City Nord, Ford Köln, Bertelsmann Gütersloh usw. Von 1956 bis 1959 arbeitete er zudem in einem Produktionsteam für Stereo-Schallplattenaufnahmen für US-Schallplattenfirmen, u. a. Metro-Goldwyn-Mayer, Miller International (später Europa). Es entstanden Klassik-Aufnahmen mit London Philharmonic Orchestra, Hamburger Rundfunk-Sinfonie Orchester u. a. Diese Tätigkeit führte 1961 zum Aufbau der Schallplattenproduktion für den Karl-Heinrich-Möseler-Verlag mit einer großen Anzahl von Aufnahmen historischer Chor- und Instrumentalmusik. Bereits 1957 wurde Reinecke vom Präsidenten der Gesellschaft für Musikforschung, Friedrich Blume, zum Leiter einer zu konzipierenden und dann gegründeten Kommission Rundfunk und Schallplatte berufen. Ziel dieser Kommission war die enge Verknüpfung der Disziplin Musikwissenschaft mit der lebendigen interdisziplinären Dynamik von Musikleben, Musikforschung, Technologie (Phonoindustrie und Phonowirtschaft). In diesem Gremium entstanden die Planungsgrundlagen für die Deutsche Musikphonothek (heute: Deutsches Musikarchiv) und den Deutschen Schallplattenpreis. 1966 veröffentlichte er einen Beitrag über Stereo-Akustik.
Den Auftrag zur Konzeption einer Abteilung für Musikalische Akustik am Staatlichen Institut für Musikforschung der Stiftung Preußischer Kulturbesitz in Berlin erhielt Hans-Peter Reinecke im Jahre 1964. Die Bereitstellung von einer halben Million Mark erlaubte den Aufbau dieser Abteilung und die Aufnahme der Forschung mit vier Doktoranden. Der erfolgreichen Arbeit dieser neuen Abteilung für Musikalische Akustik, die er seit 1965 leitete, folgte 1967 die Berufung zum Direktor des gesamten Instituts. Ziel war u. a., den Erfordernissen der „medialen Dynamik“ gerecht zu werden. Zugleich wurde Reinecke in Hamburg zum außerplanmäßigen Professor für Musikwissenschaft an der Universität Hamburg und an der Hochschule für Musik ernannt.

## Leistungen
Im Jahr 1968 begann die Zusammenarbeit mit Hans Scharoun, dem Architekten des Kulturforums am Tiergarten für den Neubau des Instituts mit der integrierten Instrumentensammlung in unmittelbarer Verbindung mit der neuen Philharmonie. Hans-Peter Reinecke übernahm die akustische Konzeption des Bauprojekts Staatliches Institut für Musikforschung sowie des darin installierten Studios.
Seit 1969 bestanden konzeptionelle Kontakte im Rahmen der Psychometrischen Musiktherapie zur Karl-Marx-Universität Leipzig, der Akademie der Wissenschaften Zagreb und der Landesnervenklinik Berlin-Spandau (musikpsychologische Untersuchungen an schizophrenen Patienten zusammen mit Harm Willms.) Die Deutsche Gesellschaft für Musiktherapie (DGMT) und die Internationale Gesellschaft für Musiktherapie wurden gegründet. Seit 1973 war Reinecke außerdem Mitherausgeber der Zeitschrift Musiktherapie, später Musik und Medizin.
Durch den Präsidenten des Deutschen Musikrates, den Komponisten Prof. Werner Egk, wurde Hans-Peter Reinecke 1969 in das Präsidium dieses Gremiums berufen. Er startete das Forschungsprojekt Strukturanalyse des Deutschen Musiklebens.
1972 übernahm Reinecke neben seinen anderen Tätigkeiten eine Professur für Musikwissenschaft an der Hochschule für Musik und Theater Hamburg, zugleich (bis 1973) eine Professur an der Hochschule für Musik Berlin (heute: Universität der Künste Berlin). In den achtziger Jahren gab Reinecke Wissen und Erfahrung im Bereich Medienpsychologie sowohl in der Mitarbeiterfortbildung von ARD/ZDF und, in der Zusammenarbeit von Hochschule für Musik Hamburg mit dem Studio Hamburg, an Studierende weiter. Seine Lehrtätigkeit an der Universität Hamburg und der Hochschule für Musik Hamburg setzte er auch nach seiner Pensionierung noch bis 1994 fort.
Als die Neubaupläne für das Staatliche Institut für Musikforschung SIM durch Genehmigung der Mittel durch die Bundesregierung wiederbelebt wurden, widmete Reinecke sich von 1979 bis 1984 der Leitung des Neubaus als Bauherr i. V. des Präsidenten der Stiftung Preußischer Kulturbesitz sowie als planender Ingenieur (Planung der Raum- und Bauakustik). 1989 beendet Reinecke seine Tätigkeit beim Preußischen Kulturbesitz. Noch im selben Jahr wird er zur Beratung an den Runden Tisch der DDR geholt. Daraus entwickelt sich ein ständiges Kolloquium mit Arbeitsgruppe für Kulturpolitik und Selbstorganisation und im Frühjahr 1990 die Internationale Wissenschaftliche Potsdamer Konferenz über aktuelle politische Probleme.

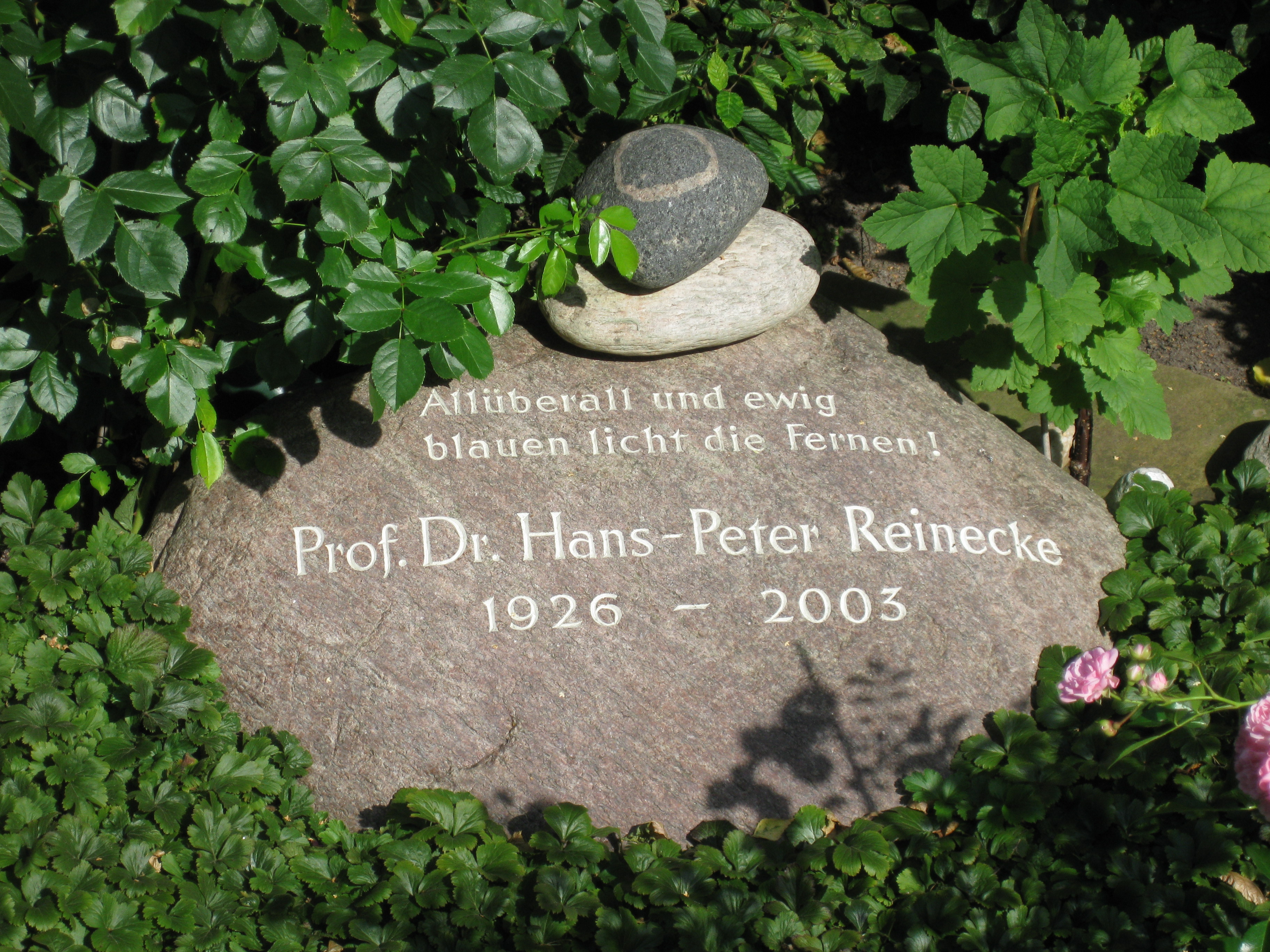
Hans-Peter Reineckes Grab auf dem Friedhof Dahlem-Dorf

Nach Lehrtätigkeiten am Interdisziplinären Institut für Wissenschaftsphilosophie und Humanontogenese an der Humboldt-Universität und im Bereich Musiktherapie der Hochschule für Musik Wien engagierte Reinecke sich 1993 bis 1994 insbesondere als Gründungsbeauftragter für einen neuen Fachbereich Musik-, Sport- und Angewandte Sprachwissenschaften an der Martin-Luther-Universität Halle-Wittenberg. Seit Anfang 1994 amtierte er als Direktor des Instituts für Musikwissenschaft und des Instituts für Musikpädagogik der MLU, musste aber krankheitsbedingt diese Tätigkeit abbrechen. Sein wissenschaftlicher Nachlass befindet sich heute in der Universitätsbibliothek der MLU Halle-Wittenberg.
Noch in den Jahren 1995/96 betreute Hans-Peter Reinecke zahlreiche Magisterarbeiten und Dissertationen von Studierenden der Universitäten Hamburg, Halle und Oldenburg. Schüler von ihm sind unter anderem Holger Hantke und Artur Simon.
Im Juli 2003 verstarb Reinecke und wurde auf dem Friedhof Dahlem-Dorf beigesetzt.

## Auszeichnungen
- 1983: Bundesverdienstkreuz am Bande
- 1997: Ehrenmitglied des ASPM (Arbeitskreis zum Studium populärer Musik)
- 2001: Ehrenmitglied des Deutschen Musikrates